# Cortes de Distrito de los Estados Unidos

Mapa de los límites de los Tribunales de Distrito y las Cortes de Apelaciones de Estados Unidos.

Las Cortes de Distrito de los Estados Unidos son los tribunales de primera instancia del poder judicial federal de los Estados Unidos.  Hay un tribunal de distrito por cada distrito judicial federal, cada uno de los cuales abarca un estado de los Estados Unidos o, en algunos casos, una parte de un estado. Cada tribunal de distrito tiene al menos un juzgado, y muchos distritos tienen más de uno. Las decisiones de los tribunales de distrito se apelan ante las Tribunales de Apelación de los Estados Unidos del circuito en el que residen, excepto en ciertos casos especializados que se apelan ante la Corte de apelaciones de los Estados Unidos para el Circuito Federal o directamente ante la Corte Suprema de los Estados Unidos.
Las cortes de distrito incluyen tribunales de derecho, equidad, y almirantazgo, y pueden conocer tanto de casos de derecho civil como de derecho penal. Pero, a diferencia de las cortes estatales, las cortes federales de distrito son tribunales de jurisdicción limitada, y sólo pueden conocer de casos que impliquen disputas entre residentes de diferentes estados, cuestiones de derecho federal, o delitos federales.
A diferencia de la Corte Suprema de los EE. UU., que fue establecida por el Artículo III de la Constitución, las cortes de distrito fueron establecidas por el Congreso en virtud de la Ley Judicial de 1789. No existe ningún requisito constitucional para que las cortes de distrito existan en absoluto. De hecho, tras la ratificación de la Constitución, algunos opositores a un poder judicial federal fuerte instaron a que, fuera de las jurisdicciones bajo control federal directo, como Washington D. C., y los territorios, el sistema judicial federal se limitara a la Corte Suprema, la que conocería de las apelaciones de los tribunales estatales.[cita requerida] Sin embargo, esta opinión no prevaleció, y el primer Congreso creó el sistema de cortes de distrito que sigue vigente en la actualidad. Cuando se aprobó la ley por primera vez, había trece distritos creados entre los once estados que habían ratificado la constitución en ese momento. Cuando Carolina del Norte y Rhode Island votaron a favor de la ratificación, se creó un distrito para cada uno de ellos, con lo que el número de distritos ascendió a quince.
Actualmente hay 89 distritos en los 50 estados, con un total de 94 distritos incluidos los territorios. Hay al menos un distrito judicial por cada estado, el Distrito de Columbia y Puerto Rico. Los territorios (áreas insulares) de Guam, las Islas Marianas del Norte y las Islas Vírgenes de los Estados Unidos tienen cada uno un tribunal territorial. Estos tribunales se denominan "cortes de distrito" y ejercen la misma jurisdicción que las cortes de distrito, pero se diferencian de éstos en que los tribunales territoriales son tribunales del artículo IV, con jueces que desempeñan mandatos de diez años en lugar del mandato vitalicio de los jueces de tribunales del artículo III, como los jueces de las cortes de distrito. Samoa Americana no tiene una corte de distrito ni un tribunal territorial federal por lo que los asuntos federales se remiten al Distrito de Columbia o a Hawaii.

## Otros tribunales federales de primera instancia
Hay otros tribunales federales de primera instancia que tienen jurisdicción a nivel nacional sobre ciertos tipos de casos, pero la corte de distrito también tiene jurisdicción concurrente sobre muchos de esos casos, y la corte de distrito es la única con jurisdicción sobre casos penales seguidos contra ciudadanos.
La Corte de Comercio Internacional de los Estados Unidos se ocupa de casos relacionados con cuestiones de comercio internacional y aduanas. La Corte de Reclamaciones Federales de los Estados Unidos tiene jurisdicción exclusiva sobre la mayoría de las reclamaciones por daños y perjuicios contra los Estados Unidos, incluyendo disputas sobre contratos federales, expropiaciones ilegales de propiedad privada realizadas por el gobierno federal, y demandas por lesiones en propiedad federal o por un empleado federal. La Corte Fiscal de los Estados Unidos tiene jurisdicción sobre las determinaciones impugnadas de impuestos.

## Jueces
Un juez de una corte de distrito de los Estados Unidos se denomina oficialmente "juez de distrito de los Estados Unidos". Otros jueces federales, incluidos los jueces de circuito y jueces supremos también pueden formar parte de una corte de distrito si así se lo asigna el juez principal del circuito o el Presidente de la Corte Suprema de los Estados Unidos. El número de jueces de cada tribunal de distrito (y la estructura del sistema judicial en general) lo establece el Congreso en el Código de los Estados Unidos. El Presidente nombra a los jueces federales por períodos de buena conducta (sujetos al consejo y consentimiento del Senado), por lo que los nominados suelen compartir al menos algunas de sus convicciones. En los estados representados por un senador del partido del presidente, el senador (o el más veterano de ellos si ambos senadores son del partido del presidente) tiene una participación sustancial en el proceso de nombramiento, y a través de una tradición conocida como cortesía senatorial puede ejercer un veto no oficial sobre un candidato inaceptable para el senador.
Los jueces de distrito suelen concentrarse en la gestión del número total de casos de su tribunal, la supervisión de los juicios y la redacción de dictámenes en respuesta a mociones importantes como la moción de juicio sumario. Desde la década de 1960, las tareas rutinarias como la resolución de disputas sobre la presentación de pruebas pueden, a discreción del juez de distrito, ser remitidas a jueces magistrados. También se puede solicitar a los jueces magistrados que preparen informes y recomendaciones sobre asuntos controvertidos para su consideración por el juez de distrito o, con el consentimiento de todas las partes, que asuman la jurisdicción completa sobre un caso, incluida la celebración del juicio.
Los jueces magistrados federales son nombrados por cada corte de distrito de conformidad con la ley. Son nombrados por un periodo de ocho años y pueden ser reelegidos por periodos adicionales de ocho años. Un juez magistrado puede ser destituido "por incompetencia, mala conducta, negligencia en el cumplimiento del deber o incapacidad física o mental". Un cargo de juez magistrado puede ser un trampolín para el nombramiento como juez de distrito.
Con la excepción de las Cortes territoriales (Guam, Islas Marianas del Norte, y las Islas Vírgenes), los jueces federales de distrito son nombrados de por vida, y pueden ser destituidos involuntariamente sólo cuando violan la norma de "buena conducta". El único método de destitución involuntaria de un juez es a través del impeachment por la Cámara de Representantes de los Estados Unidos seguido de un juicio en el Senado de los Estados Unidos y una condena por dos tercios de los votos. De lo contrario, un juez, aunque haya sido condenado por un jurado por un delito grave, tiene derecho a ocupar el cargo hasta su jubilación o fallecimiento. En la historia de los Estados Unidos, sólo doce jueces han sido sometidos a juicio político por la Cámara de Representantes, y sólo siete han sido destituidos tras ser condenados por el Senado. 
Un juez que ha alcanzado la edad de 65 años (o ha quedado discapacitado) puede jubilarse o elegir asumir un status senior y seguir trabajando. Los jueces senior no se contabilizan en el cupo de jueces activos del distrito y sólo realizan el trabajo que les asigne el juez jefe del distrito, pero mantienen sus oficinas (llamadas "despachos") y su personal, y muchos de ellos trabajan a tiempo completo. 
En 2010, había 678 plazas de juez de distrito autorizadas.
A un juez federal se le dirige por escrito como "El Honorable" y en el discurso como "Juez" o, cuando preside un tribunal, como "Su Señoría".

## Secretarios
Cada corte de distrito nombra a un secretario que es responsable de supervisar los expedientes presentados ante el tribunal, mantener los registros, procesar las tasas, multas y restituciones, y gestionar el trabajo no judicial de la corte, incluida la tecnología de la información, el presupuesto, las adquisiciones, los recursos humanos y las finanzas. Los secretarios pueden nombrar adjuntos, asistentes administrativos y empleados para llevar a cabo el trabajo del tribunal. El secretario de cada corte de distrito debe residir en el distrito para el que ha sido nombrado, salvo el secretario del Distrito de Columbia y el secretario del Distrito Sur de Nueva York quienes pueden residir a menos de veinte millas de sus respectivos distritos.
La Ley Judicial de 1789 autorizó a la Corte Suprema y al juez de cada Corte de Distrito a nombrar un secretario para ayudarlo en la administración de los asuntos judiciales federales en dichos tribunales. El secretario de cada tribunal de distrito debía actuar también como secretario del Corte de circuito correspondiente. La Ley Judicial exigía que cada secretario emitiera las órdenes de convocatoria de los jurados y "registrara los decretos, sentencias y resoluciones del tribunal del que es secretario".
El Código Judicial (28 U.S.C. § 751) establece que el secretario es nombrado y puede ser destituido por la corte. Los deberes del secretario son prescritos por el estatuto, por las costumbres y prácticas del tribunal, y por la política establecida por la Conferencia Judicial de los Estados Unidos. El secretario es nombrado para servir a toda la corte. La función del secretario y de los adjuntos o asistentes no debe confundirse con la de los asistentes de los jueces, que asisten a éstos en las investigaciones y preparando borradores de las opiniones.
Para ser elegible para servir como secretario, una persona debe tener un mínimo de 10 años de experiencia administrativa progresivamente responsable en el servicio público o de negocios que proporciona una comprensión profunda de la organización, de procedimiento, y los aspectos humanos de la gestión de una organización, y al menos 3 de los 10 años debe haber estado en una posición de responsabilidad de gestión sustancial. Un abogado puede sustituir el requisito de experiencia administrativa o de gestión por el ejercicio activo de la abogacía año por año. Los secretarios judiciales no tienen que ser abogados colegiados, pero algunos tribunales especifican que es preferible ser licenciado en Derecho para ser contratado.

## Jurisdicción
A diferencia de algunas cortes estatales, la competencia de los tribunales federales para conocer casos y controversias está estrictamente limitado. Los tribunales federales no pueden decidir sobre todos los casos que se les presenten. Para que una corte de distrito pueda admitir a trámite una demanda, el Congreso debe conceder primero a dicha corte la competencia en razón de la materia sobre el tipo de controversia en cuestión.
Las cortes de distrito ejercen la jurisdicción original -es decir, están facultados para celebrar juicios- sobre los siguientes tipos de casos:
- Acciones civiles que surjan en virtud de la Constitución, las leyes y los tratados de los Estados Unidos;[7]
- Determinadas acciones civiles entre ciudadanos de distintos estados o ciudadanos de un estado y un estado extranjero;[8]
- Acciones civiles dentro de la jurisdicción marítima o de almirantazgo de los Estados Unidos.[9]
- Procesos penales iniciados por los Estados Unidos;[10]
- Acciones civiles en las que Estados Unidos es parte;[11] y
- Otros tipos de casos y controversias.[12]

Para la mayoría de estos casos, la jurisdicción de las cortes federales de distrito es concurrente con la de los tribunales estatales. En otras palabras, un demandante puede optar por presentar estos casos ante una corte federal de distrito o ante una corte estatal. El Congreso ha establecido un procedimiento por el que una parte, normalmente el demandado, puede "retirar" un caso de una corte estatal hacia una corte federal, siempre que éste también tenga jurisdicción original sobre el asunto (lo que significa que el caso podría haber sido presentado inicialmente ante una corte federal). Si la parte que inicialmente presentó el caso ante un tribunal estatal considera que la retirada fue incorrecta, esa parte puede pedir a la corte de distrito que "devuelva" el caso al sistema de tribunales estatales. Para ciertos asuntos, como las disputas por infracción de patentes y derechos de autor y los procesos por delitos federales, la jurisdicción de las cortes de distrito es exclusiva de la de los tribunales estatales, lo que significa que sólo los tribunales federales pueden conocer de esos casos.
Además de su jurisdicción original, los tribunales de distrito tienen jurisdicción de apelación sobre una clase muy limitada de sentencias, órdenes y decretos.

## Abogados
Para representar a una parte en un caso ante una corte de distrito, una persona debe ser abogado y generalmente debe ser admitido en el colegio de abogados de ese distrito en particular. Los Estados Unidos no suelen tener un examen de acceso a la abogacía separado para la práctica federal (excepto con respecto a la práctica de patentes ante la Oficina de Patentes y Marcas Registradas de los Estados Unidos). La admisión a la abogacía de una corte de distrito está generalmente disponible para cualquier abogado que esté admitido a ejercer la abogacía en el estado donde el tribunal de distrito tiene su sede.
56 distritos (alrededor del 60% de todas las cortes de distrito) exigen que un abogado esté habilitado para ejercer en el estado en el que tiene su sede la corte de distrito. Los otros 39 distritos (alrededor del 40% de todas las cortes de distrito) amplían la admisión a determinados abogados admitidos en otros estados, aunque las condiciones varían de una corte a otra. Por ejemplo, las cortes de distrito de Nueva York (Distrito Sur de Nueva York y Distrito Este de Nueva York) admiten a abogados colegiados en Connecticut o Vermont y en la corte de distrito de ese estado, pero por lo demás exigen que los abogados estén colegiados en Nueva York. Sólo 13 distritos admiten a abogados colegiados en cualquier estado de EE. UU.
El abogado generalmente presenta una solicitud con una cuota y toma el juramento de admisión. La práctica local varía en cuanto a si el juramento se presta por escrito o en audiencia pública ante un juez del distrito. A menudo se requiere un "patrocinador" admitido en el colegio de abogados del tribunal. Varios tribunales de distrito exigen a los abogados que desean ser admitidos en sus colegios de abogados que realicen un examen adicional sobre derecho federal, entre los que se incluyen los siguientes: el Distrito Sur de Ohio, el Distrito Norte de Florida, y el Distrito de Puerto Rico.
Pro hac vice la admisión también está disponible en la mayoría de los tribunales federales de distrito sobre una base de caso por caso. La mayoría de los tribunales de distrito requieren que los abogados pro hac vice se asocien con un abogado admitido a ejercer ante el tribunal.

## Apelaciones
Por lo general, una sentencia firme dictada por un tribunal de distrito en un asunto civil o penal puede ser recurrida ante la Corte de apelación de los Estados Unidos del Circuito Judicial Federal en el que se encuentre la corte de distrito, salvo algunas sentencias en materia de patentes y otros asuntos especializados que deben ser recurridas ante la Corte de apelaciones del Circuito Federal de los Estados Unidos, y en muy pocos casos el recurso puede interponerse directamente ante la Corte Suprema de los Estados Unidos.

## Cortes de distrito más grandes y activas

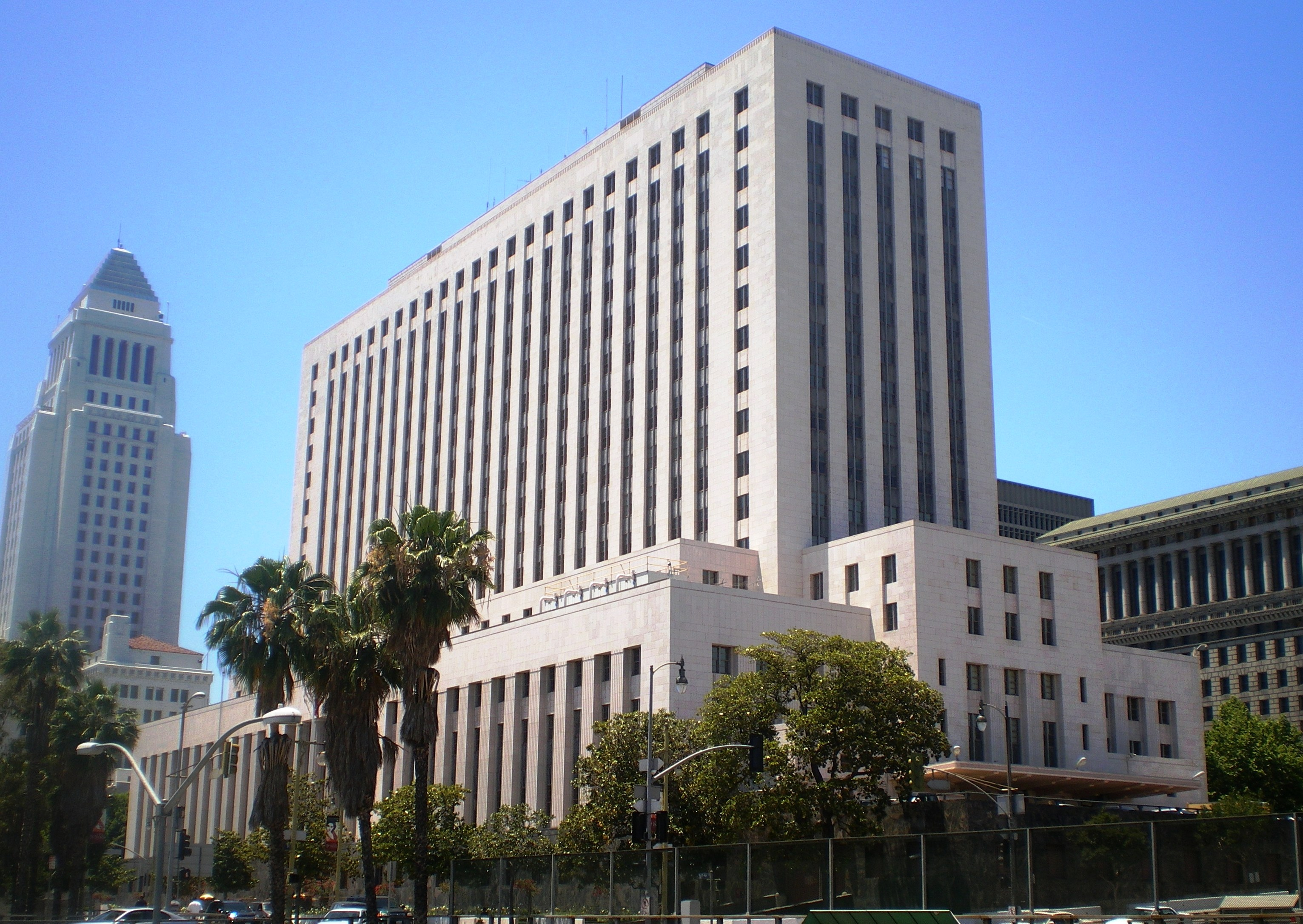
Corte de los Estados Unidos en el centro de Los Ángeles, California, una de las varias sedes utilizadas por el Distrito Central de California.

El Distrito Central de California es el distrito federal más grande por población; incluye los cinco condados que forman el Gran Los Ángeles. Por el contrario, Nueva York y el área metropolitana circundante se dividen entre el Distrito Sur de Nueva York (que incluye Manhattan, El Bronx y Westchester) y el Distrito Este de Nueva York (que incluye Brooklyn, Queens, Staten Island, el condado de Nassau y el condado de Suffolk). Los suburbios neoyorquinos de Connecticut y Nueva Jersey están cubiertos por el Distrito de Connecticut y el Distrito de Nueva Jersey, respectivamente.
El Distrito Sur de Nueva York y el Distrito Central de California son los distritos federales más grandes por número de jueces, con 28 jueces cada uno.
En 2007, los tribunales de distrito más activos en términos de presentaciones de delitos federales penales fueron el Distrito de Nuevo México, el Distrito Oeste de Texas, el Distrito Sur de Texas, y el Distrito de Arizona. Estos cuatro distritos comparten la frontera con México. La represión de la inmigración ilegal hizo que el 75% de los casos penales presentados en los 94 tribunales de distrito en 2007 se presentaran en estos cuatro distritos y en el otro distrito fronterizo con México, el Distrito Sur de California. El tribunal de litigios sobre patentes más activo es el Tribunal de Distrito de los Estados Unidos para el Distrito Este de Texas, con el mayor número de demandas sobre patentes presentadas allí casi todos los años.